# Dobra i zła
Dobra i zła (oryg. Good Girl, Bad Girl) – niemiecki telewizyjny film sensacyjny z 2006 roku. Zdjęcia kręcono w Kolonii.

## Fabuła
Treścią filmu jest historia dwóch sióstr bliźniaczek. Vanessa jest striptizerką, a jej siostra Maria zakonnicą. Obie wiele lat się nie widziały, ale pewnego dnia ich losy się krzyżują.

## Obsada
- Julia Stinshoff - Vanessa / Maria
- Nick Brimble - Inspektor Koster
- Graham McTavish - Gromek
- Hendrik Duryn - Tex
- Ross Boatman - Joshua